# Белый Перигор
Белый Перигор (фр. Périgord blanc) — один из четырёх туристических районов современного французского департамента Дордонь, прежнего графства Перигор, наряду с чёрным, пурпурным и зелёным Перигорами. На территории Белого Перигора расположен административный центр департамента Дордонь, город Перигё.
Название Белый Перигор первоначально принадлежало небольшому историческому краю, который находится на известняковом плато белого оттенка вблизи от Риберакуа.
Зачастую по ошибке Белым Перигором называют французский исторический край Центральный Перигор (фр. Périgord central), однако территория этих двух объектов различна.
К началу XXI века территория Белого Перигора в общих чертах соответствовала краю Пеи-де-л’Иль-ан-Перигор (фр. pays de l'Isle en Périgord), протянувшись от восточной части центра департамента Дордонь к его юго-западной окраине, от места впадения реки Овезер в Иль, которая далее протекает через Белый Перигор вплоть до границы с департаментом Жиронда.
Огромные запасы белого известняка, по цвету которого и был назван этот туристический район, использовались для строительства многочисленных сооружений.